# Matilda II
Matilda II foi um tanque de infantaria britânico da Segunda Guerra Mundial. Serviu durante toda a guerra e tornou-se particularmente associado com a Campanha Norte-Africana. Foi substituído no serviço pelo tanque de infantaria Valentine. Com a sua pesada armadura o Matilda II era um excelente tanque apoio de infantaria, mas com velocidade e armamento um pouco limitado.Esse   tanque  foi   usado   tambem  pelos   italianos

## Tanques sobreviventes
Por volta de setenta Matilda ainda existem em vários graus de preservação. A maioria (por volta de 30) estão na Austrália, em museus, exibidos em monumentos públicos ou sob posse privada. Uma notável coleção é do Royal Australian Armoured Corps Memorial and Army Tank Museum, em Puckapunyal, Austrália, a qual conta com cinco Matilda II em exibição.

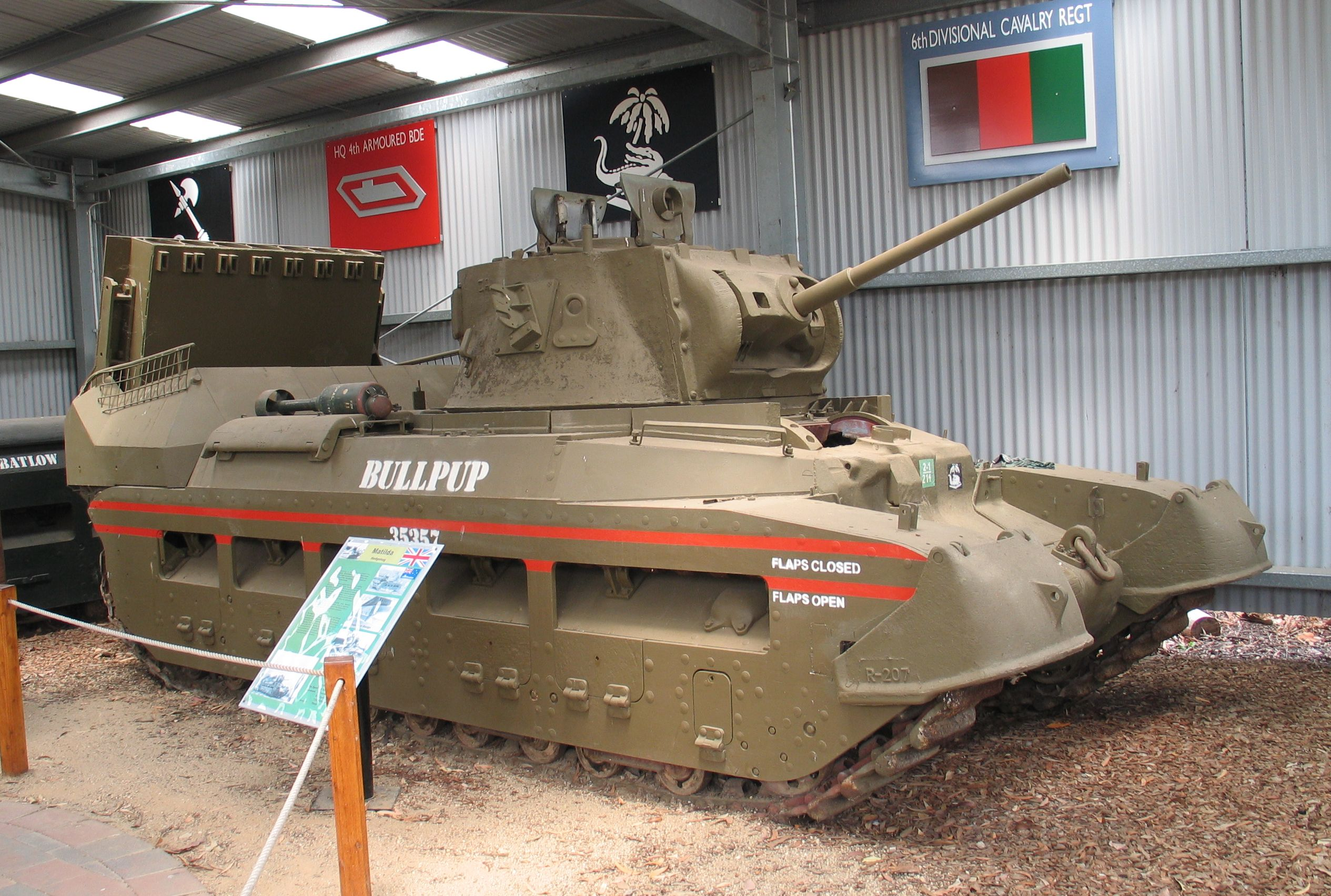
Um Matilda "Hedgehog" no Museu RAAC, em Puckapunyal, Australia (2007)